# Andreas Anton von Capris

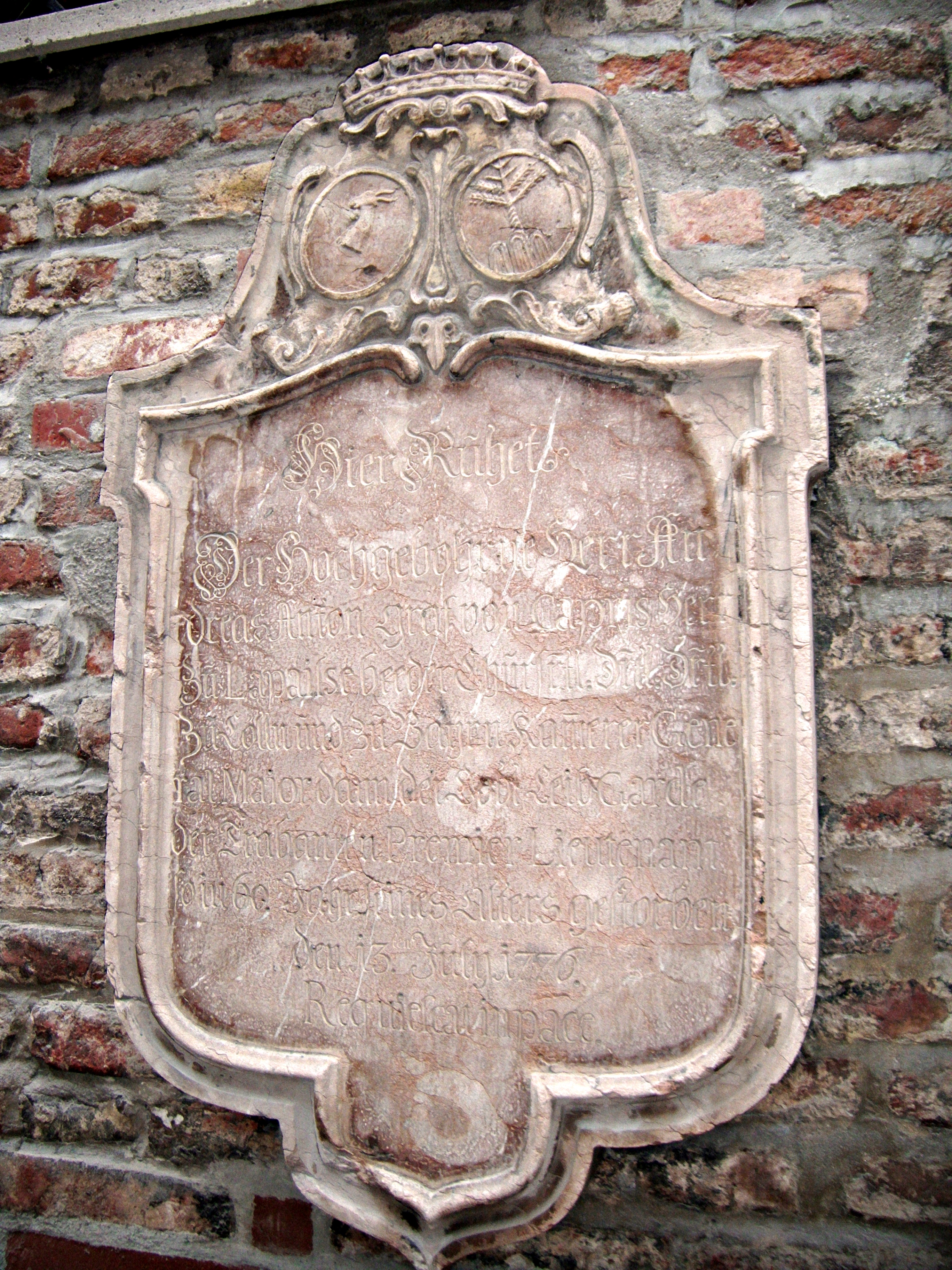
Epitaph an der Frauenkirche München (2013)

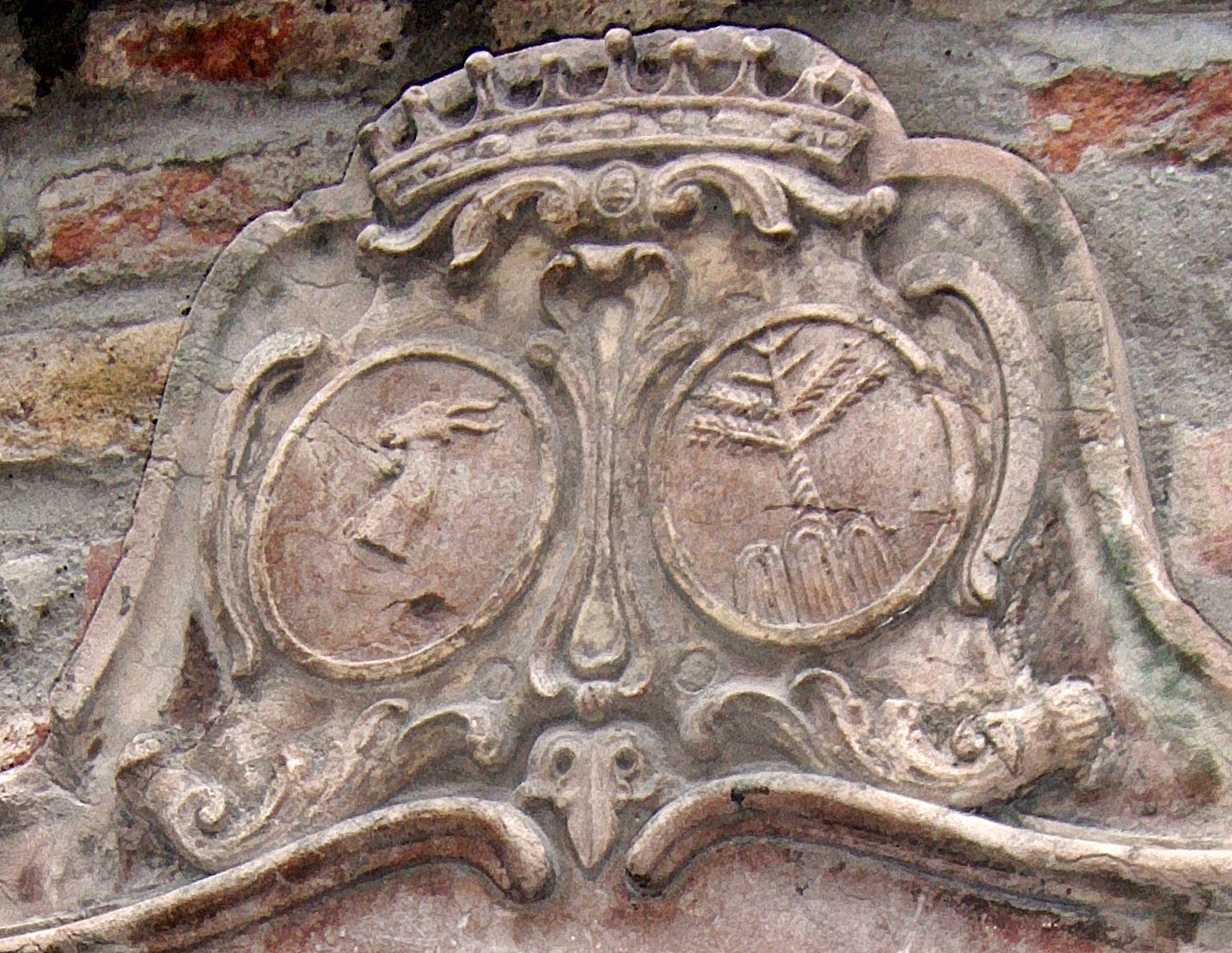
Allianzwappen vom Epitaph: Capris (links) und Spreti (rechts)

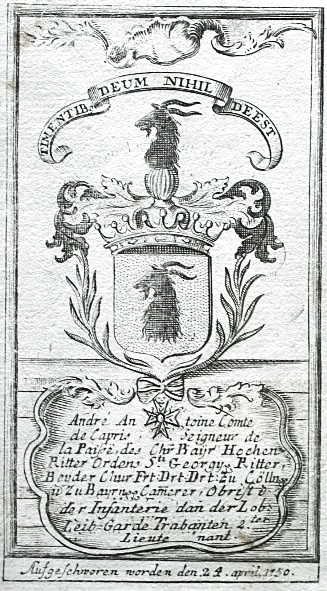
Wappenstich Andreas Anton von Capris

Andreas Anton Graf von Capris, öfter auch eingedeutscht als Kapris (* 9. Juli 1716 in Chambéry, Savoyen; † 13. Juli 1776 in München) war ein kurbayerischer Generalmajor französisch-italienischer Herkunft.

## Biografie
Er war der Sohn des Grafen Jacobus Emanuel de Capris und dessen Gattin Anna Carolina de Seyssel.
Andreas Anton von Capris scheint über seinen mütterlichen Verwandten, den späteren Feldmarschall-Leutnant Jean Claude de Seyssel (1695–1761), der bereits 1726 als Hauptmann der Münchner Leibgarde erscheint und ein Epitaph an der Frauenkirche besitzt, nach Bayern gekommen zu sein. Er trat ebenfalls in kurbayerische Dienste und wurde 1745 Kammerherr des Kurfürsten Maximilian III. Joseph. Dieses Amt bekleidete er auch bei dessen Onkel, dem Kölner Erzbischof Clemens August von Bayern.
Graf Capris avancierte als Militär bis zum Generalmajor der kurbayerischen Armee und führte den Rang eines Premierleutnants der Trabanten Leib-Garde (nachmals Hartschierkorps). Überdies war er seit 1750 Ritter des St. Georgs-Ordens.
Andreas Anton von Capris heiratete am 7. Februar Maria Theresia Gräfin von Spreti (1746–1818), Tochter des Feldmarschallleutnants Hieronymus von Spreti sowie seiner Gattin Maria Caroline Charlotte geb. von Ingenheim und Tante (Schwester des Vaters) des späteren Generalmajors Maximilian von Spreti (1766–1819). Aus der Ehe entsprang nur die Tochter Maria Anna (* 1774), welche sich mit dem Grafen Karl Theodor von Yrsch (bzw. Irsch) auf Gimpern vermählte. Deren Sohn Eduard von Yrsch (1797–1862) fungierte als Oberzeremonienmeister und Hofmarschall von König Ludwig I.
Capris starb 1776 und er erhielt ein Epitaph an der Außenseite der Münchner Frauenkirche. Seine Witwe war Sternkreuzordensdame.
Zur Verwandtschaft Andreas Anton von Capris gehört auch der Enkel des eingangs genannten Feldmarschall-Leutnants Jean Claude de Seyssel, Carl Theodor von Seyssel d’Aix (1780–1863). Dessen Neffe Edwin besaß das Palais Seyssel d’Aix in München.